# Kitáb-i-`Ahd

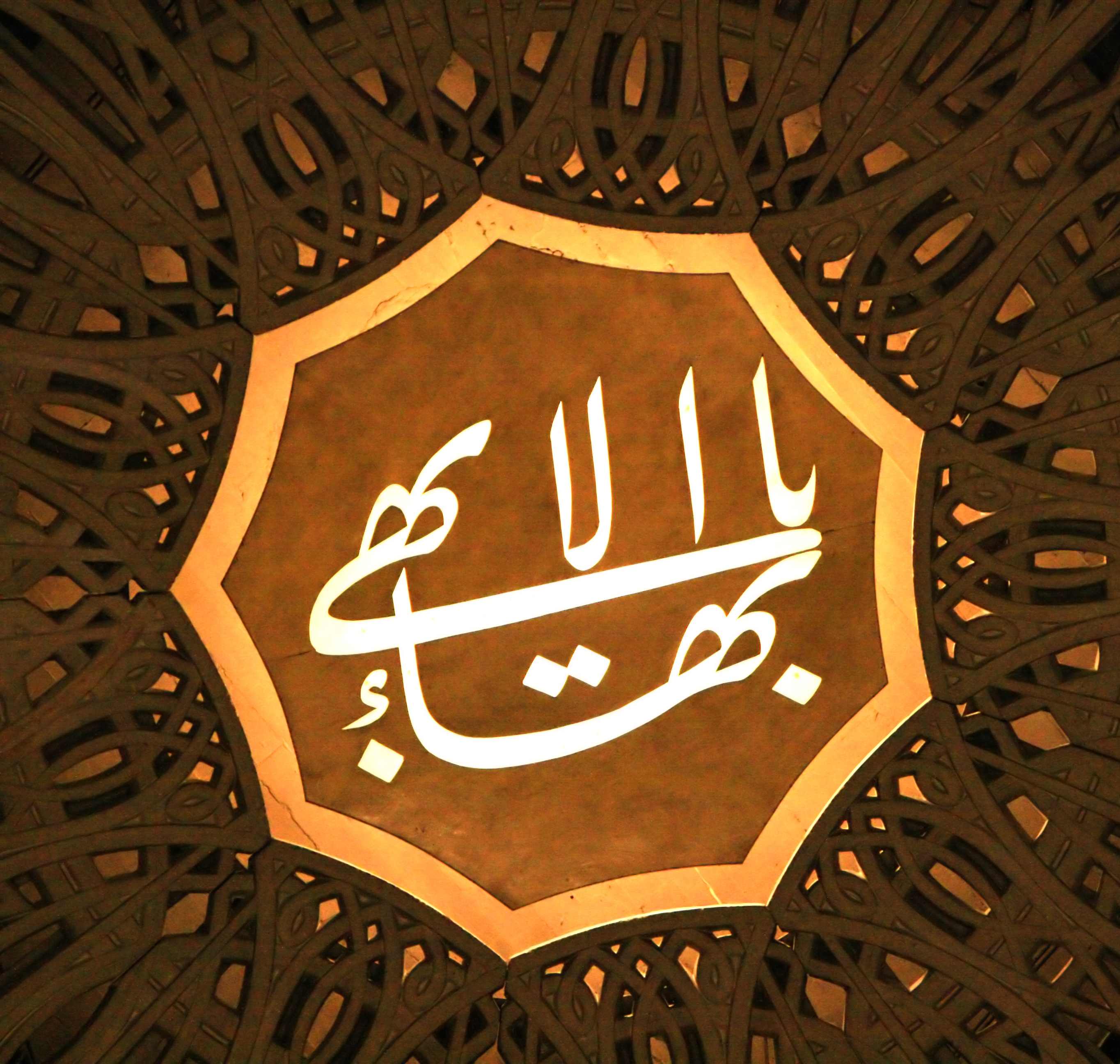
Simbolo del Più Grande Nome

Il Kitáb-i-`Ahd, (in arabo ﻛﺘﺎﺏ ﻋﻬﺪﻱ‎?), ossia Libro del mio Patto è il documento manoscritto con cui Bahá'u'lláh, fondatore della Fede bahai, ha reso note le sue ultime volontà, in sostanza il suo testamento. 
Il Kitáb-i-`Ahd ha assunto una cruciale e fondamentale importanza nella Fede bahai in quanto con tale atto Bahá'u'lláh nomina esplicitamente 'Abdu'l-Bahá, il proprio figlio, suo successore nella gestione della fede stessa.
Questa Tavola costituisce uno degli elementi essenziali del Patto bahai.

## Tavole
Bahá'u'lláh ha scritto diverse tavole dove descrive e precisa il ruolo di Abdu'l-Bahá, che chiama Ramo, nell'ambito della religione bahai.
Nella Tavola del Ramo, o Súrih-i-Ghusn , scritta a Adrianopoli, Bahá'u'lláh ha indicato con chiarezza l'alto ruolo del Ramo della Santità, Abdu'l-Bahá, e nel Kitáb-i-Aqdas precisa che quel ruolo riguarda anche la leadership della comunità Bahá'í dopo il suo trapasso.
Nel Kitáb-i-`Ahd rivela in maniera esplicita che il Ramo è `Abdu'l-Bahá, il Centro del Patto, e che lui è il suo successore.
()